# 村松知輝
村松 知輝（むらまつ ともき、1990年7月10日 - ）は、埼玉県出身のサッカー選手、サッカー指導者。ポジションはフォワード（FW）。

## 来歴
帝京高等学校時代は右サイドの快速MFとしてプレー。2年次の第86回全国高等学校サッカー選手権大会はサブだったが、翌年の第87回全国高校サッカー選手権大会は主力選手として活躍。
その後浜松大学（現常葉大学）を経て、カターレ富山に入団。2014年シーズン途中にはHonda FCに期限付き移籍で加入。
2017年のPFCマシュアル・ムバレクでのプレー後、同年12月にはJリーグ合同トライアウトに出場したが、新たな所属チームを決めないまま現役引退を発表。
その後は2020年より地元のFCカラスト埼玉南西でアマチュア選手としてプレーを再開。2021年3月27日、SHIBUYA CITY FCに移籍。さらに同年11月11日にCOEDO KAWAGOE F.Cに移籍。
2022年1月、再度現役引退をすると同時にCOEDO KAWAGOE F.Cの監督に就任。
2023年1月末をもって契約満了に伴い監督を退任。
2023年2月にYouTuberのLeo the footballが監督兼オーナーを務めるシュワーボ東京に選手として加入。

## 所属クラブ
ユース経歴
- 朝霞アズマFC
- フォルチFC
- 帝京高等学校
- 浜松大学（現常葉大学）

プロ経歴
- 2013年 - 2015年  カターレ富山
  - 2014年7月 - 同年12月  Honda FC (期限付き移籍)[10]
- 2016年  カンボジアンタイガーFC[11]
- 2016年 - 2017年  ボーウング・ケット・アンコール
- 2017年  PFCマシュアル・ムバレク
- 2020年  FCカラスト埼玉南西
- 2021年3月 - 同年11月  SHIBUYA CITY FC
- 2021年11月 - 同年12月  COEDO KAWAGOE F.C
- 2023年 -  シュワーボ東京

## 個人成績
| 国内大会個人成績 | 国内大会個人成績 | 国内大会個人成績 | 国内大会個人成績 | 国内大会個人成績 | 国内大会個人成績 | 国内大会個人成績 | 国内大会個人成績 | 国内大会個人成績 | 国内大会個人成績 | 国内大会個人成績 | 国内大会個人成績 |
| 年度             | クラブ           | 背番号           | リーグ           | リーグ戦         | リーグ戦         | リーグ杯         | リーグ杯         | オープン杯       | オープン杯       | 期間通算         | 期間通算         |
| 年度             | クラブ           | 背番号           | リーグ           | 出場             | 得点             | 出場             | 得点             | 出場             | 得点             | 出場             | 得点             |
| 日本             | 日本             | 日本             | 日本             | リーグ戦         | リーグ戦         | リーグ杯         | リーグ杯         | 天皇杯           | 天皇杯           | 期間通算         | 期間通算         |
| ---------------- | ---------------- | ---------------- | ---------------- | ---------------- | ---------------- | ---------------- | ---------------- | ---------------- | ---------------- | ---------------- | ---------------- |
| 2013             | 富山             | 28               | J2               | 4                | 0                | -                | -                | 0                | 0                | 4                | 0                |
| 2014             | 富山             | 28               | J2               | 3                | 0                | -                | -                | 0                | 0                | 3                | 0                |
| 2014             | Honda            | 25               | JFL              | 7                | 1                | -                | -                | -                | -                | 7                | 1                |
| 2015             | 富山             | 23               | J3               | 15               | 1                | -                | -                | -                | -                | 15               | 1                |
| 通算             | 日本             | 日本             | J2               | 7                | 0                | -                | -                | 0                | 0                | 7                | 0                |
| 通算             | 日本             | 日本             | J3               | 15               | 1                | -                | -                | 0                | 0                | 15               | 1                |
| 通算             | 日本             | 日本             | JFL              | 7                | 1                | -                | -                | 0                | 0                | 7                | 1                |
| 総通算           | 総通算           | 総通算           | 総通算           | 14               | 1                | -                | -                | 0                | 0                | 29               | 2                |

- Jリーグ初出場 - 2013年6月15日 J2 第19節 対コンサドーレ札幌戦（札幌厚別） 82分より
- Jリーグ初得点 - 2015年9月27日 J3 第31節 対SC相模原戦（ギオンス）77分
- 公式戦初得点 - 2014年8月2日 JFL セカンドステージ第3節 対ヴェルスパ大分戦（都田）78分

## 代表・選抜歴
- 2011年 東海・北信越学生選抜

## 指導歴
- 2022年 COEDO KAWAGOE F.C

## タイトル

### クラブ
ボーウング・ケット・アンコール
- メトフォン・Cリーグ（2017年）

### 個人
浜松大学（現常葉大学）
- 2012年 第51回 東海学生サッカーリーグ戦 得点王（13点）
- 2012年 デンソーカップサッカー　ベストイレブン